# Зоряное (Житомирская область)
Зоряное (укр. Зоряне) — село на Украине, находится в Ружинском районе Житомирской области.
Код КОАТУУ — 1825283601. С 29.11.2001 является центром и единственным населённым пунктом новообразованного Зорянского сельского совета, ранее входил в состав Ружинского поссовета с кодом 1825255102. Население по переписи 2001 года составляет 374 человека. Почтовый индекс — 13606. Телефонный код — 4138. Занимает площадь 1,42 км².

## Адрес местного совета
13646, Житомирская область, Ружинский р-н, с. Зоряное, ул. Ружинская, 54